# Vàlvula Schrader

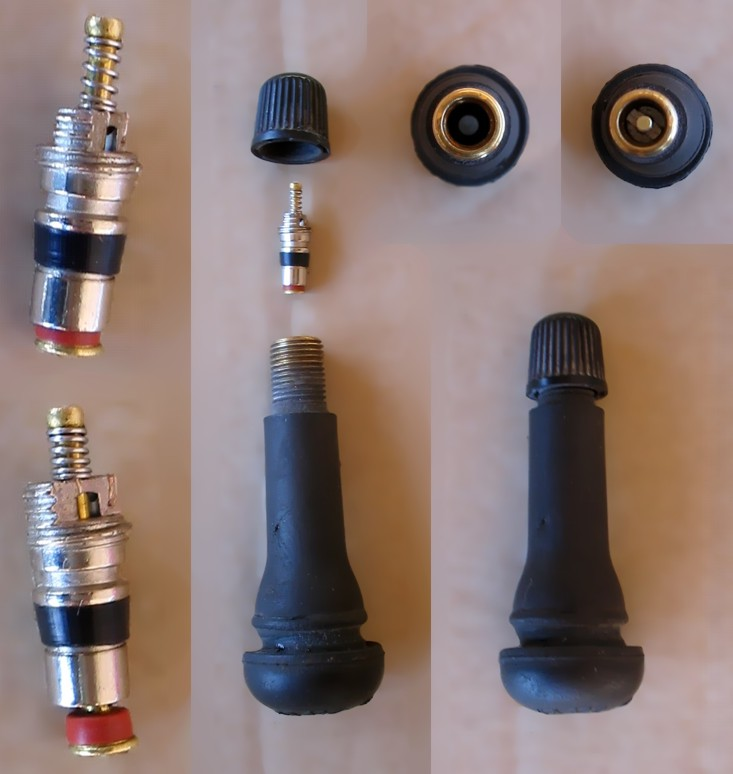
Components de la vàlvula de Schrader (d'esquerra a dreta), nucli de la vàlvula tancat (superior) i obert (inferior). Vista final de la tija sense nucli i amb nucli (a dalt) i la tija amb el tap a la part inferior. El nucli té un petita rosca exterior que es cargola a la rosca interna de la tija. La rosca de la tija sosté el tap guardapols.

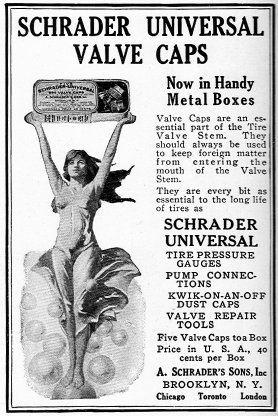
Publicació de la vàlvula Schrader, National Geographic abril de 1921.

La vàlvula Schrader (també anomenada vàlvula americana) és un tipus de vàlvula pneumàtica utilitzada pràcticament en tots els vehicles de motor actuals. L'empresa Schrader, per la qual va ser batejada, va ser fundada el 1844 per August Schrader. El disseny original de la vàlvula Schrader fou inventat el 1891 i patentat als Estats Units el 1893.
La vàlvula Schrader es compon d'una tija de vàlvula que conté un nucli de vàlvula intern amb segells de cautxú i s'utilitza en pràcticament tots els pneumàtics d'automòbils i de motocicletes, així com en el de moltes bicicletes. El nucli de la vàlvula és una vàlvula massissa assistida per una molla.

## Usos
A part de les cambres i pneumàtics sense cambra, les vàlvules Schrader de diferents diàmetres s'utilitzen en molts sistemes de refrigeració i aire condicionat per permetre el manteniment, inclosa la recàrrega de refrigerant ; pels lampistes que realitzen proves de pressió de fuites a les instal·lacions de canonades; com un port d'hemorràgia i proves del carburant d'alguns motors d'injeccó de combustible ; en amortidors d'aire per a bicicletes per permetre l'ajust de la pressió d'aire segons el pes del pilot; i en els inflables de compensació de flotabilitat (BC) dels sistemes SCUBA on la capacitat de desconnectar fàcilment una mànega d'aire (fins i tot sota l'aigua) sense la pèrdua de l'aire del tanc és fonamental. Les vàlvules Schrader també són àmpliament utilitzades en sistemes hidràulics d'alta pressió en avions. Molts extintors domèstics utilitzen una vàlvula interna idèntica a una vàlvula Schrader, però amb una palanca a la part superior per permetre l'alliberament ràpid del contingut a pressió.

## Vàlvula
Una vàlvula Schrader es compon d'un tub de metall cilíndric buit roscat externament, típicament de bronze amb níquel. Al centre de l'extrem exterior hi ha un pin de metall que apunta al llarg de l'eix de la tija de la vàlvula; l'extrem del pin està aproximadament en el final del cos de la vàlvula.
Totes les vàlvules Schrader que s'utilitzen en els pneumàtics tenen la rosca i el cos d'una sola grandària estàndard a l'extrem exterior, de manera que els taps i les eines generalment són universals per a les vàlvules en totes les aplicacions comunes. El nucli de la vàlvula es pot treure o collar amb una eina especial.
Les vàlvules Schrader industrials estan disponibles en diferents variants de diàmetres i vàlvules, i s'utilitzen en refrigeració, i diversos usos. Un nou desenvolupament és la vàlvula de Schrader amb transmissors integrats per a sistemes de control de pressió de pneumàtics (TPMS).

## Tap
Un tap de vàlvula és important en una vàlvula Schrader perquè si no s'adapta, la brutícia i l'aigua poden entrar a l'interior de la tija de la vàlvula, bloquejar-la potencialment o contaminar les superfícies de segellat i provocar una fuita. El metall i unes tapes de vàlvules de plàstic dur tenen un segell de cautxú (o un segell de cautxú sintètic) per ajudar a fer un segellat hermètic. El tap ajuda a evitar que l'aire s'escapi d'una vàlvula amb una lleugera fuga. A més a més, la volandera de goma evita que el tap s'afluixi i caigui per les vibracions i, per tant, es perdi, actuant com un coixí entre el tap i la tija de la vàlvula, amortint d'aquesta manera les vibracions, tot i que la majoria dels taps són de plàstic.

## Schrader vs. altres tipus
Mentre que les vàlvules Schrader són pràcticament universals en els pneumàtics del cotxe, els cambres de bicicleta disposen de vàlvules Schrader o Presta, amb la majoria de les bicicletes amb vàlvules Presta. Tant el tipus Schrader com el Presta són bons en segellar pressions elevades. Les seves principals diferències són que les vàlvules Schrader són més grans i tenen molles que tanquen la vàlvula, excepte quan es prem el pin. Les vàlvules Schrader s'utilitzen en una àmplia varietat de gasos comprimits i aplicacions líquides a pressió, com ara les petites torxes i cilindres de graella de càmping. Les vàlvules Schrader són més complexes (ja que requereixen dos segells en lloc d'un) i més pesades que les vàlvules Presta.
Les tiges de la vàlvula de Presta són de 6 mm de diàmetre, mentre que les vàlvules de la vàlvula Schrader per als pneumàtics de la bicicleta són de 8 mm, el que requereix un orifici de major diàmetre en una llanta de bicicleta. Tot i que no és una preocupació per les llantes de bicicletes més amples, debilitarà un llom d'una roda estreta, fet que no permet el seu ús en bicicletes de carreres. Un altre inconvenient del Schrader és que la vàlvula de la manxa ha de pressionar el pin de la molla perquè l'aire pugui fluir i poder inflar, mentre que la vàlvula Presta es basa en una petita rosca que la manté tancada. Per omplir un pneumàtic de bicicletes en una gasolinera, cal un adaptador, mentre que amb una vàlvula Schrader no cal.
El nucli de la vàlvula Presta s'ha convertit en comú en moltes aplicacions, especialment pneumàtics sense cambra, on la capacitat d'introduir el segellador en el pneumàtic a través de la tija es considera molt útil. Els ciclistes normalment empren manxes Presta, o de vegades, bombes de doble vàlvula per a vàlvules Schrader i Presta. Tenint en compte aquest punt, la majoria dels infladors de CO2 també són només Presta, encara que es venen adaptadors Schrader que utilitzen la pressió per obrir la vàlvula Schrader.
Les vàlvules Dunlop són compatibles amb les manxes Presta. Les vàlvules Dunlop ("britàniques") s'utilitzen ocasionalment en bicicletes en alguns països, inclòs Japó i els Països Baixos.

## Dimensions
- Rosca externa: 0,305 "x 32 TPI (ref: 3)
- Rosca interna: 0.209 "x 36 TPI